# Pensiero politico di Cicerone

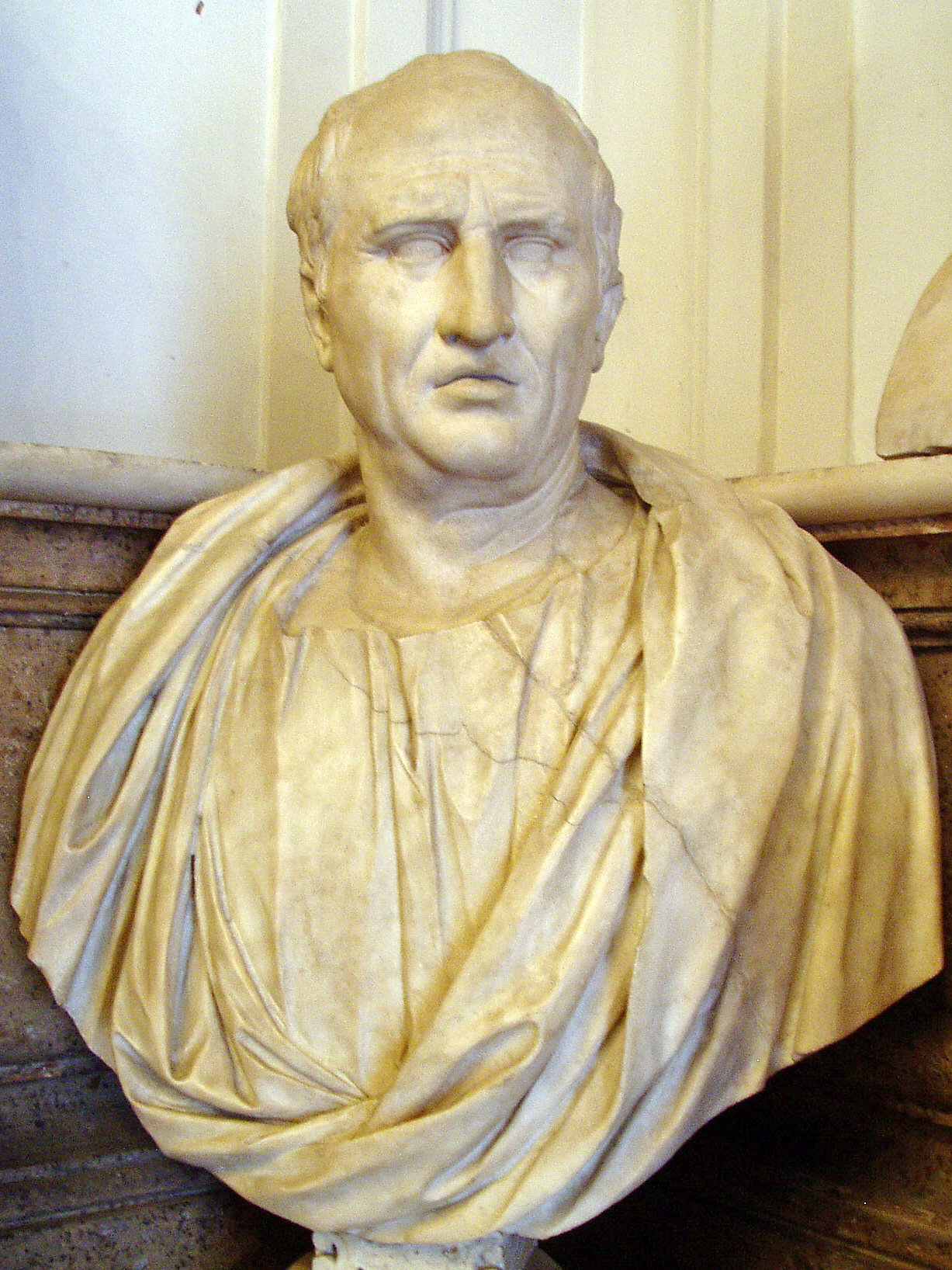
Busto di Marco Tullio Cicerone (Musei Capitolini, Roma)

Il pensiero politico di Marco Tullio Cicerone (106-43 a.C.) è l'insieme delle dottrine e delle tendenze politiche elaborate durante tutta la sua attività da oratore e filosofo romano. Fortemente legato ai valori tradizionali del mos maiorum e all'ordinamento repubblicano, Cicerone elaborò un pensiero volto a garantire la sopravvivenza delle stesse strutture di governo repubblicane, minate da una forte crisi, tramite la ricerca di un ampio consenso all'interno della compagine sociale. In questa direzione si muove dunque l'ideologia della concordia ordinum, l'accordo e la collaborazione tra gli optimates e il ceto equestre, che Cicerone elaborò durante i primi anni della sua attività politica e oratoria e che divenne vero Leitmotiv del consolato ciceroniano del 63 a.C., durante il quale egli tentò di radunare attorno a sé tutte le forze sociali interessate alla repressione della congiura di Catilina. Dopo l'esperienza traumatica della lotta contro Publio Clodio Pulcro e dell'esilio, Cicerone, deluso dal comportamento degli optimates, che avevano tentato di giungere a un compromesso con lo stesso Clodio, sviluppò ulteriormente il suo disegno politico con l'intento di ottenere un coinvolgimento sempre più ampio di tutti coloro che erano interessati alla sopravvivenza delle strutture repubblicane e di creare una reale alternativa al potere dei triumviri: la concordia ordinum trovò dunque la sua naturale evoluzione nel consensus omnium bonorum, cui Cicerone affiancò, nell'orazione Pro Sestio, anche una nuova definizione di optimates. Contestualmente, l'arpinate venne elaborando anche una nuova interpretazione del ruolo del princeps, che tuttavia non intese mai come una figura estranea all'ordinamento repubblicano, ma come garante e tutore delle strutture repubblicane stesse.
Fonti primarie per lo studio del pensiero politico ciceroniano restano il corpus delle orazioni di Cicerone, tra le quali in particolare le Verrine, le Catilinarie e la Pro Sestio; le opere filosofiche e politiche, tra cui il De oratore, il De re publica, il De legibus e il De officiis; e l'epistolario, in particolare le Epistulae ad Atticum e le Epistulae ad familiares.

## Contesto storico
La Repubblica romana fu attraversata, per tutto il periodo che va dagli inizi del I secolo a.C. fino all'affermarsi del principatus augusteo nel 27 a.C., da una forte crisi politica e istituzionale che mise in discussione l'ordine costituito e fu segnata da eventi particolarmente significativi: come la guerra sociale, la guerra civile tra Mario e Silla con la successiva dittatura sillana, la guerra condotta da Gneo Pompeo Magno in Spagna contro Quinto Sertorio, la rivolta di Spartaco, la congiura di Catilina, il primo triumvirato tra Pompeo, Marco Licinio Crasso e Gaio Giulio Cesare, la guerra civile tra Cesare e Pompeo, l'assassinio di Cesare alle idi di marzo del 44 a.C., il secondo triumvirato tra Ottaviano, Marco Antonio e Marco Emilio Lepido e la guerra civile tra Ottaviano e Antonio.

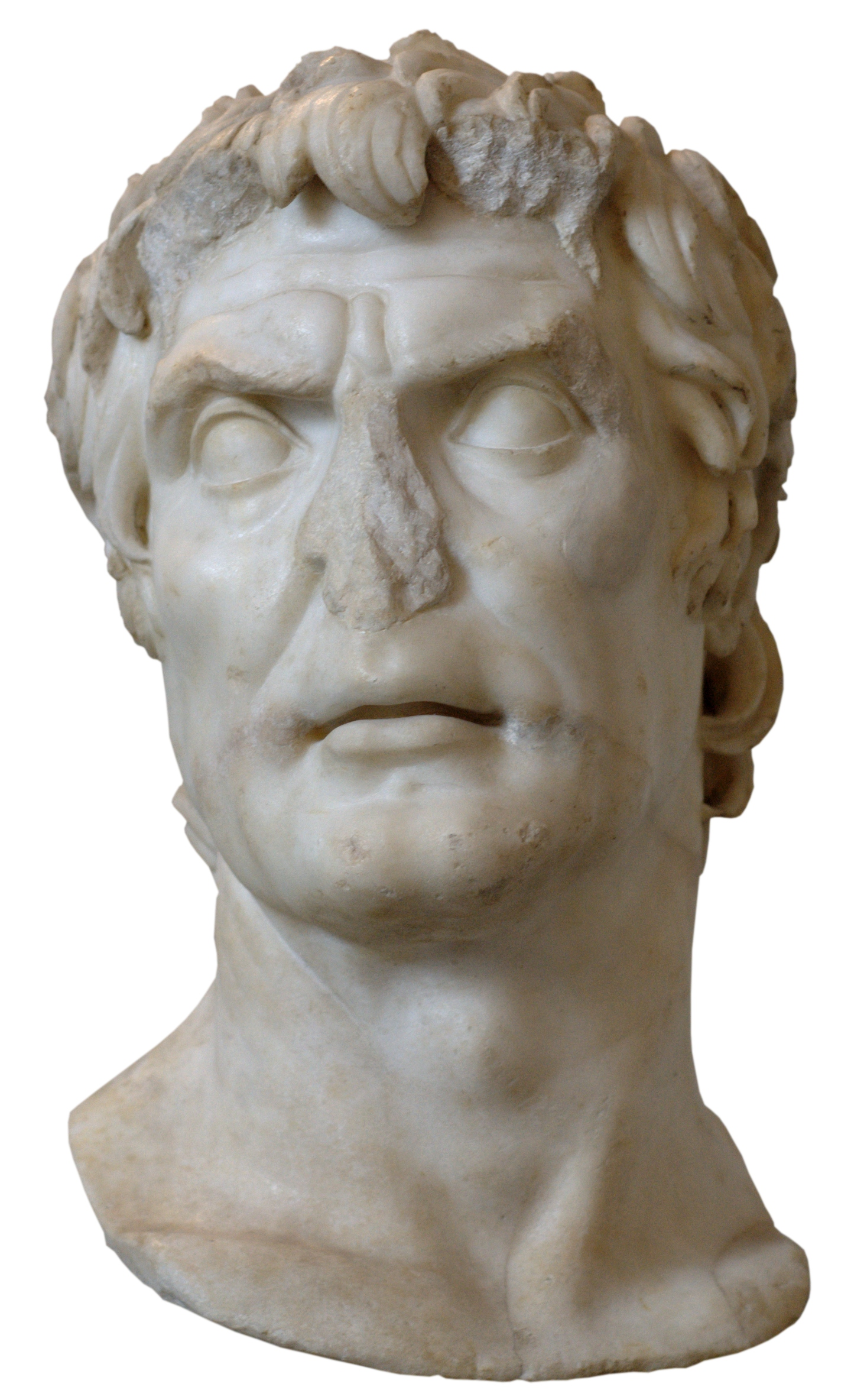
Busto di Lucio Cornelio Silla realizzato in età augustea su copia da un originale ritratto di un importante romano del II secolo a.C. Monaco di Baviera, Gliptoteca.

### La crisi della Repubblica
Secondo una definizione attribuita da Cicerone a Publio Cornelio Scipione Emiliano, la res publica romana era res populi, apparteneva, cioè, al popolo. Ciò è comprovato dal fatto che, sebbene la lingua latina non avesse un termine per indicare la costituzione o la forma di governo, sono tuttavia particolarmente rare le occasioni in cui con res publica si intenda un governo monarchico. Di conseguenza, la progressiva esautorazione dei cittadini e del senato ad opera di singoli, come Cesare o Pompeo, segnò di fatto la fine della Repubblica, che pure fu considerata formalmente ancora esistente fino all'epoca dell'imperatore Giustiniano.
Il sistema repubblicano prevedeva che la direzione della politica romana spettasse sostanzialmente ai membri del senato, che detenevano il potere esecutivo come singoli magistrati. L'ordine equestre, tuttavia, per quanto inferiore a quello senatorio per dignità e per ricchezza, rivestiva alcuni incarichi di governo, in ambito militare, giudiziario e nella riscossione delle imposte. Non sussisteva, dunque, tra equites e senatori, una netta distinzione: i membri dell'ordine equestre, che probabilmente nella maggior parte dei casi fondavano la loro ricchezza su proprietà terriere, condividevano anzi con l'ordine senatorio educazione, cultura e mentalità, e spesso arrivavano a rimpiazzare le famiglie senatorie estintesi o cadute in disgrazia. Nel periodo repubblicano, dunque, l'ordine equestre costituì una minoranza che, se si eccettuano alcuni contrasti come quelli conclusisi nel 70 a.C. e legati alla composizione dei tribunali per i reati di concussione, l'ordine senatorio tese ad assimilare.
In opposizione ai sostenitori del potere del senato, detti boni oppure optimates, si schierarono i populares, che asserivano invece che il diritto sovrano spettasse al popolo, nel tentativo di privare il senato stesso di autonomia decisionale. Secondo Cicerone, erano populares coloro che desideravano che le proprie azioni risultassero gradite al popolo; non è tuttavia corretto considerare i populares come democratici nel senso proprio del termine: essi, piuttosto, «non esitavano ad agire tramite il popolo quando vedevano o professavano di vedere la necessità che il popolo intervenisse». Il contrasto fra l'autorità senatoria e i diritti del popolo fu tra le cause scatenanti delle guerre civili, e fu dunque allo stesso tempo causa ed effetto della crisi della Repubblica, che si risolse con l'instaurazione di una forma di governo, quella del principato, esente dal controllo del senato e del popolo.
Occorre tuttavia precisare che né gli optimates né i populares costituivano effettivamente dei partiti politici:
(Brunt, pp. 53-55)

### Il pensiero politico romano del I secolo
In una situazione di simile instabilità politica, ebbe occasione di svilupparsi sotto numerosissimi aspetti «la più gran parte della produzione di pensiero politico romano». La riflessione giunse infatti a toccare tutti quei problemi che erano sentiti come legati alla crisi, quali il rapporto di Roma con i socii italici, l'influenza della cultura greca sulla nobilitas, la formazione del consenso, l'opera rei publicae constituendae di Silla, il ruolo dei tribuni delle plebe e la politica dei populares e, infine, la meditazione sulla figura dell'uomo politico ideale. La riflessione si proponeva come scopo quello di giungere a una rivitalizzazione delle strutture repubblicane, in modo tale che esse potessero resistere all'affermarsi di potenti individualità, come Pompeo e Cesare.
La situazione di profonda novità che si venne a creare subito dopo la morte di Cesare spostò la riflessione politica su nuovi argomenti, quali la revisione del tradizionale concetto di consensus Italiae o di res publica cittadina in rapporto alla libertà e ai valori morali del cittadino stesso, e alla loro tutela nell'ambito dell'esteso dominio romano.
Sebbene non si possa sottovalutare il contributo che venne alla riflessione politica da parte di movimenti culturali più ampi e complessi, quali quello del circolo preneoterico di Quinto Lutazio Catulo o dei rhetores latini, nel cui ambiente fu elaborata la Rhetorica ad Herennium, le opere retoriche e filosofiche di Cicerone, assieme alla produzione storiografica di Gaio Sallustio Crispo, costituiscono, con la loro riflessione che abbraccia la storia romana fino al periodo di Cesare, i «fondamenti teorici e culturali delle forme ideali politiche della res publica in crisi».

## La formazione del consenso e laconcordia ordinum

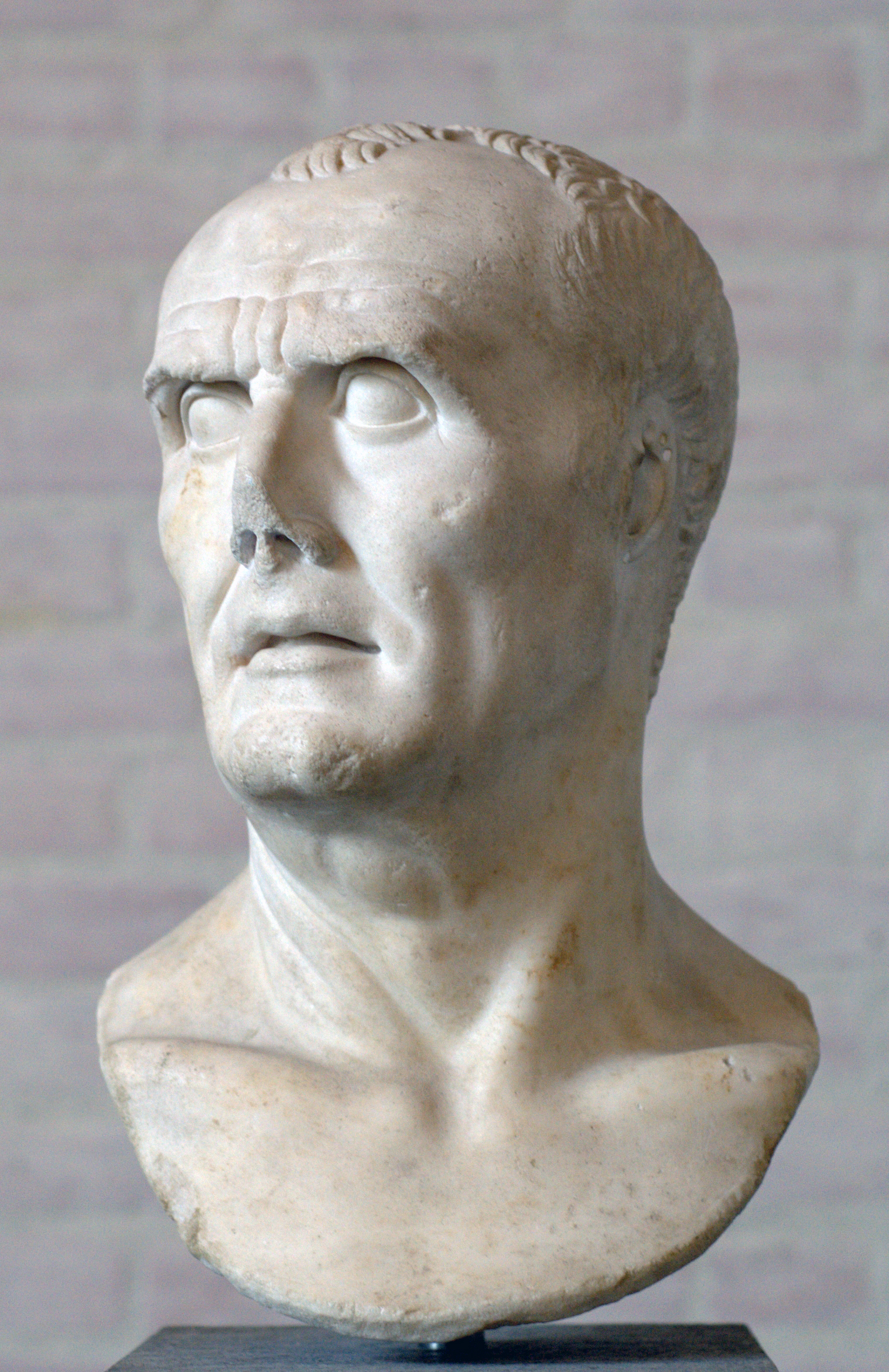
Busto di Gaio Mario realizzato in età augustea su copia da un originale ritratto di un importante romano del II secolo a.C. Monaco di Baviera, Gliptoteca.

Il pensiero politico di Cicerone fu fortemente influenzato dalle vicende politiche e istituzionali della storia a lui contemporanea e dal costante confronto di tutta la sua attività oratoria con i meccanismi per la formazione del consenso. Durante il fruttuoso periodo del suo apprendistato oratorio, inoltre, Cicerone seppe comprendere bene il funzionamento degli apparati politici romani e delle istituzioni per come si erano configurate, durante e dopo la dittatura di Silla, alla luce dei contrasti tra la nobilitas e i populares; allo stesso modo, l'arpinate percepì acutamente la crisi che stava per travolgere la nobilitas, e il legame di tale crisi con l'emergere di nuove personalità di spicco e di nuovi metodi politici all'interno della fazione popolare. Lo sviluppo di un'autonoma riflessione politica da parte di Cicerone fu inoltre favorito dalla sua condizione di homo novus di provenienza equestre: egli apparteneva infatti per nascita a una «gentry di provincia di ottimo status sociale e di floride condizioni economiche, e con eccellenti relazioni nella capitale», garantitegli dalle ascendenze di rango senatorio della madre Elvia e dall'orientamento conservatore della famiglia paterna. Cicerone mantenne di conseguenza una costante perplessità, nei confronti della politica dei populares, nonostante una sua lontana parentela con Gaio Mario per il quale provava al contempo una certa ammirazione. Sebbene, dunque, l'oligarchia senatoria stesse mettendo in atto una politica di forte chiusura, consapevole dei rischi dell'allargamento della partecipazione alla vita politica ad ampia parte dei ceti municipali italici, Cicerone riuscì, non senza fatica, a entrare a farne parte, senza tuttavia perdere la cognizione del ruolo politico e sociale dell'ordine equestre.
Il nuovo scenario politico, determinato dalle conseguenze della riforma sillana, con la sua riproposizione della tradizionale linea politica degli optimates, e dai nuovi strumenti politici dei populares, spinse Cicerone a indirizzarsi verso una riflessione «sull'organizzazione di un consenso nelle forme tradizionali, ma anche in quelle mutate per le forze presenti con le quali quella organizzazione stessa doveva ora fare i conti». La carriera politica di ogni cittadino romano e la possibilità, per i magistrati, di avanzare con successo proposte di legge, prevedevano infatti l'esigenza di realizzare un progetto politico che fosse in grado di raccogliere attorno a sé una vasta approvazione da parte dell'opinione pubblica. A partire da questi presupposti, Cicerone, pur giovandosi della conoscenza della filosofia greca, seppe elaborare una riflessione politica personale particolarmente originale, che tuttavia, soprattutto nel XIX secolo, è stata fortemente criticata perché ritenuta incoerente o instabile. Lo stesso Cicerone, d'altra parte, mostrò in numerose orazioni di saper mantenere l'equilibrio tra la difesa della linea politica degli optimates e la lotta per l'abolizione di alcuni tra i provvedimenti più radicali tra quelli presi da Silla, nell'intento di unire attorno a sé tanto la nobilitas quanto gli equites.
Presentando la sua candidatura al consolato nel 64 a.C. per l'anno successivo, Cicerone pose al centro del suo programma elettorale il concetto di concordia ordinum (concordia degli ordini, senatorio ed equestre), ulteriormente sottolineato dal fratello Quinto Tullio Cicerone nel suo Commentariolum petitionis, un manuale per la campagna elettorale. Il fatto che tutto il programma ciceroniano ruotasse attorno a questo fulcro evidenzia la ricerca, da parte dell'arpinate, dell'appoggio di tutte le forze politiche esistenti: la concordia ordinum prevedeva dunque subito il consensus bonorum, che divenne poi il cardine di uno stadio successivo nello sviluppo del pensiero politico ciceroniano.
L'elaborazione ciceroniana dell'ideale della concordia ordinum si colloca come termine di un lungo processo storico: la nascita del concetto era infatti legata alla speculazione politica dei Greci, in cui se ne possono rintracciare i prodromi. A Roma l'ideale iniziò a diffondersi nel IV secolo a.C., nell'età di Marco Furio Camillo e Gneo Flavio, rivelando la graduale commistione, influenzata dall'idea greca di homonoia (concordia), della tradizione politica aristocratica con una nuova concezione del rapporto tra patrizi e plebei. Senza che venisse mai meno l'idea che l'attività di governo fosse appannaggio della nobilitas, successivamente presso i circoli aristocratici più aperti alle influenze greche, come il circolo degli Scipioni, l'ascesa degli equites e le loro pretese politiche iniziarono a configurarsi come elementi di rottura della concordia che doveva animare lo Stato.